# Dagmar Hilarová
Dagmar Hilarová (26. března 1928 Praha – 1. července 1996 Praha) byla česká spisovatelka a básnířka. Těžiště její práce bylo v tvorbě pro děti. Za svůj život publikovala přes 60 knih a přispívala do více než 60 časopisů. Její práce byly přeloženy do mnoha jazyků. Byla členkou Svazu spisovatelů (později Obce spisovatelů) a Syndikátu novinářů.

## Život
V letech 1943–1945 byla internována v koncentračním táboře, po válce dokončila střední školu. Pracovala v zemědělství, ve zdravotnictví a jako sekretářka filmové produkce.
Psala verše, povídky, aforismy, texty k písním, epigramy a knížky pro děti. Její verše vyšly ve francouzštině, nizozemštině, němčině, angličtině, maďarštině a drobná próza v esperantu. Dětské verše byly zařazeny do knihy My Favourite Storybook (Artia 1986) v anglickém a německém vydání.
Publikovala asi ve třiceti novinách a časopisech v zahraničí a účastnila se četných literárních pořadů a besed s posluchači. Zhudebněné texty byly uvedeny v Umělecké besedě v Praze v pořadu Šanson 77 – zpíval Rudolf Pellar – a jiné v interpretaci národního umělce Karla Bermana v NDR, vysílány rozhlasem a natočeny na gramofonovou desku. Jiné zhudebněné verše byly uvedeny v Klubu skladatelů, Klubu školství a kultury, Muzeu Bedřicha Smetany a ve Šternberském paláci (1967–1976). Na představeních se podíleli Ljuba Hermanová, Jaroslav Jakoubek a Petr Eben.
Překládala také poezii západoněmeckých básníků a snažila se je uplatnit v českých novinách a časopisech (1968–1970). V pražské Viole byla uvedena tři pásma její poezie (1965–1974). Spolupracovala s československým rozhlasem.

## Nemám žádné jméno
Dagmar Hilarová literárně zpracovala svoje záznamy z terezínského ghetta. Tato kniha, jejíž český originál se dočkal svého prvního vydání teprve v březnu 2012 (předtím vyšlo v roce 2010 sto výtisků faksimile), předtím několikrát vyšla v Nizozemsku a v Německu a dostalo se jí řady mezinárodních ocenění:
- 1981 Nizozemsko: Zlatý klíč
- 1982 Itálie: Premio d'Oro (Padova)
- 1983 Cena Janusze Korczaka IBBY, Polsko

Vinou neseriózního jednání nizozemské spisovatelky Miep Diekmannové nebylo dlouho známo, že autorkou je právě Dagmar Hilarová. (Podrobně se otázkou autorství zabýval dokumentární pořad Českého rozhlasu v březnu 2012.)
Z textu předmluvy k vydání faksimile (2010):
Kniha je terezínským deníkem české spisovatelky, básnířky a novinářky Dagmar Hilarové (1928–1996). Děj se odehrává v Praze a Terezíně v rozmezí let 1939–1945 a líčí zážitky autorky v období jejího dospívání, poznamenaného válkou. Kniha je pozoruhodná jak svým vznikem, tak obsahem i údělem.
Hned úvod deníku staví jeho autorku do montékovsko-kapuletovského konfliktu citového vzplanutí čtrnáctileté, židovské dívky a příslušníka „vyvolené rasy“: „Zachumlala jsem se do jeho kabátu a vůbec mi nevadilo, že brečím do khaki uniformy Hitlerjugend, že si otírám slzy erárním, hnědým kapesníkem a že se moje hvězda dotýká hákového kříže…“.
Duhový most jejího prvního vztahu, postavený nad temnou řekou stínů miliónů obětí holocaustu, však neměl dlouhého trvání. Počátkem března roku 1943, byla Dagmar Hilarová, tehdy Berzettiová, povolána do transportu a internována do koncentračního tábora Terezín.
Pobyt v Terezíně byl krutý nejen po stránce fyzického utrpení, ale možná ještě více pro trvalé ponižování. Potlačování nejzákladnější lidské důstojnosti vnímá dospívající člověk velmi citlivě. Motiv ztráty vlastní identity a převedení lidské bytosti na „zaevidovanou položku“ prostupuje celou knihou, jíž dal i název – Nemám žádné jméno.
I v tak depresivním prostředí, jakým bylo terezínské ghetto, však bylo možné překvapivě nalézt věci pozitivní: přátele, vzdělání, kulturu, sport a dokonce i lásku. Tou se Dagmar Hilarové stal starší bratr v pozdější době velmi známého, českého spisovatele Oty Pavla (původně Poppera), Jiří. V knize se dozvíme i o osudu třetího z bratrů, Huga a setkáme se
zde i s jejich otcem Leem, jehož všichni dobře známe z překrásných knížek Oty Pavla, jako milovníka ryb a rybaření, či svérázného obchodního zástupce firmy Electrolux. Dagmar Hilarová v ghettu pracovala v zubní ordinaci a tak první setkání s ní bylo pro Leo Poppera spojeno s intimním kontaktem se zubařskými kleštěmi.
Deník Dagmar Hilarové, popisující její život v koncentráku, je autentickým záznamem událostí, zachycených jejich přímým účastníkem: „Dnes jsem se svěřila Lianě, že si píši deník. Slíbila, že jej předá mé matce, kdyby se se mnou něco stalo.“ Přesto není pouhou věcnou kronikou, ale také literárním dílem, plným pro autorku tak typických výstižných metafor. Měla by být srozumitelná hlavně mladým, protože je napsána jejich vrstevníkem s podobným myšlením i zájmy.
Terezínský deník Dagmar Hilarové, v níž lidské a morální hodnoty hrají významnou roli, má stále lidem co říci. A s ohledem na velice krátkou, lidskou paměť, „ochotnější“ rychleji zapomínat to negativní, je dnes její poselství možná mnohem potřebnější, než bezprostředně v poválečných letech.

## Hudba
- Láska (v Terezín).[3] Po báseň 'Láska' z Dagmar Hilarová. Pro soprán, kytara a hoboje. S: Judith Schubert, Jörg Hoffmann a Burkhard Weber. Nejdřív zveřejněný na cédéčko 'bez klepání' ode Axel Reitel & collegium novum - 15. Máj 2000.[4] [5]

### Externí okay
- Seznam děl v Souborném katalogu ČR, jejichž autorem nebo tématem je Dagmar Hilarová
- Dagmar Hilarová Archivováno 7. 3. 2018 na Wayback Machine.